# 米田利昭
米田 利昭（よねだ としあき、1927年1月6日 - 2000年4月13日）は、昭和・平成期の歌人、日本文学研究者。

## 経歴
東京府北豊島郡滝野川町（現・東京都北区西ヶ原)生まれ。1948年東京大学文学部国文学科卒業。東京大学時代は、東大アララギ会を中心としたグループ「芽」の中心人物で、岡井隆などと交友を持った。後に未来短歌会に参加。東大大学院を経て、東京都立北園高等学校教諭、宇都宮大学助教授、教授、名誉教授を歴任。1992年定年、駒沢女子大学教授を務めた。闊達な語り口で「リショー氏」と呼ばれた。
斎藤茂吉、土屋文明など主にアララギ系の詩歌を論じた。1968年に発表した『戦争と歌人　渡辺直己の生涯と芸術』では、日中戦争で戦死したアララギ歌人・渡辺直己の戦争詠が、ニュース映画や『西部戦線異状なし』等の戦争映画に影響されたフィクションであったことを実証し、アララギのリアリズムを問い直す問題提起を行った。

## 著書
- 斎藤茂吉 明治書院 1965.12
- 土屋文明 短歌の近代 勁草書房 1966.2
- 戦争と歌人 渡辺直己の生涯と芸術 紀伊國屋新書 1968.9
- 歌人松倉米吉 筑摩書房 1980.2
- 石川啄木 勁草書房 1981.5
- 兵士の歌 朝日選書 1983.8
- 土屋文明と徳田白楊 歌のフィールドワーク 勁草書房 1984.7
- 歌よむ人びと 民衆短歌の現在 沖積舎 1987.1
- わたしの漱石 勁草書房 1990.8
- 戦没教師の手紙 勁草書房 1992.7
- 戦争と民衆 沖積舎 1993.12
- 宮沢賢治の手紙 大修館書店 1995.7
- 追悼米田利昭 米田幸子編 短歌研究社 2001.7
- 歌人・津田治子 沖積舎 2001.3
- 大正期の杉田久女 沖積舎 2002.3
- 続・茂吉秀歌 短歌研究社 2003.11
- 賢治と啄木 大修館書店 2003.6